# Viola (gen de plante)
Viola este un gen de plante cu flori din familia Violaceae, care cuprinde aproximativ 400-500 specii răspândite în toată lumea, în principal în zonele temperate ale emisferei nordice, dar și în Hawaii, Australasia și Anzii Cordilieri din America de Sud. Acest gen de plante se dezvoltă de regulă în zone umede și ușor umbrite.

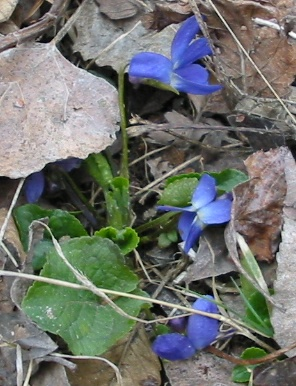
Toporași
(Viola odorata)

## Specii
- Viola arvensis (Murray)- Trei frați pătați - sinonim Viola tricolor var. arvensis (Murr.) Boiss.
- Viola banksii, sinonim Viola hederacea - Violetă australiană
- Viola biflora - Viola galbenă
- Viola canina - Viola sălbatică
- Viola hirta
- Viola odorata - Toporaș, violetă
- Viola sororia
- Viola pedunculata
- Viola pubescens
- Viola riviniana
- Viola stagnina
- Viola tricolor (Linné) - Panseluță